# Сітково
Сітково (пол. Sitkowo) — село в Польщі, у гміні Янув Сокульського повіту Підляського воєводства.
Населення — 125 осіб (2011).
У 1975-1998 роках село належало до Білостоцького воєводства.

## Демографія
Демографічна структура станом на 31 березня 2011 року:
|          | Загалом | Допрацездатний вік | Працездатний вік | Постпрацездатний вік |
| -------- | ------- | ------------------ | ---------------- | -------------------- |
| Чоловіки | 59      | 13                 | 37               | 9                    |
| Жінки    | 66      | 15                 | 35               | 16                   |
| Разом    | 125     | 28                 | 72               | 25                   |